# ピアノ曲作品33 (シェーンベルク)

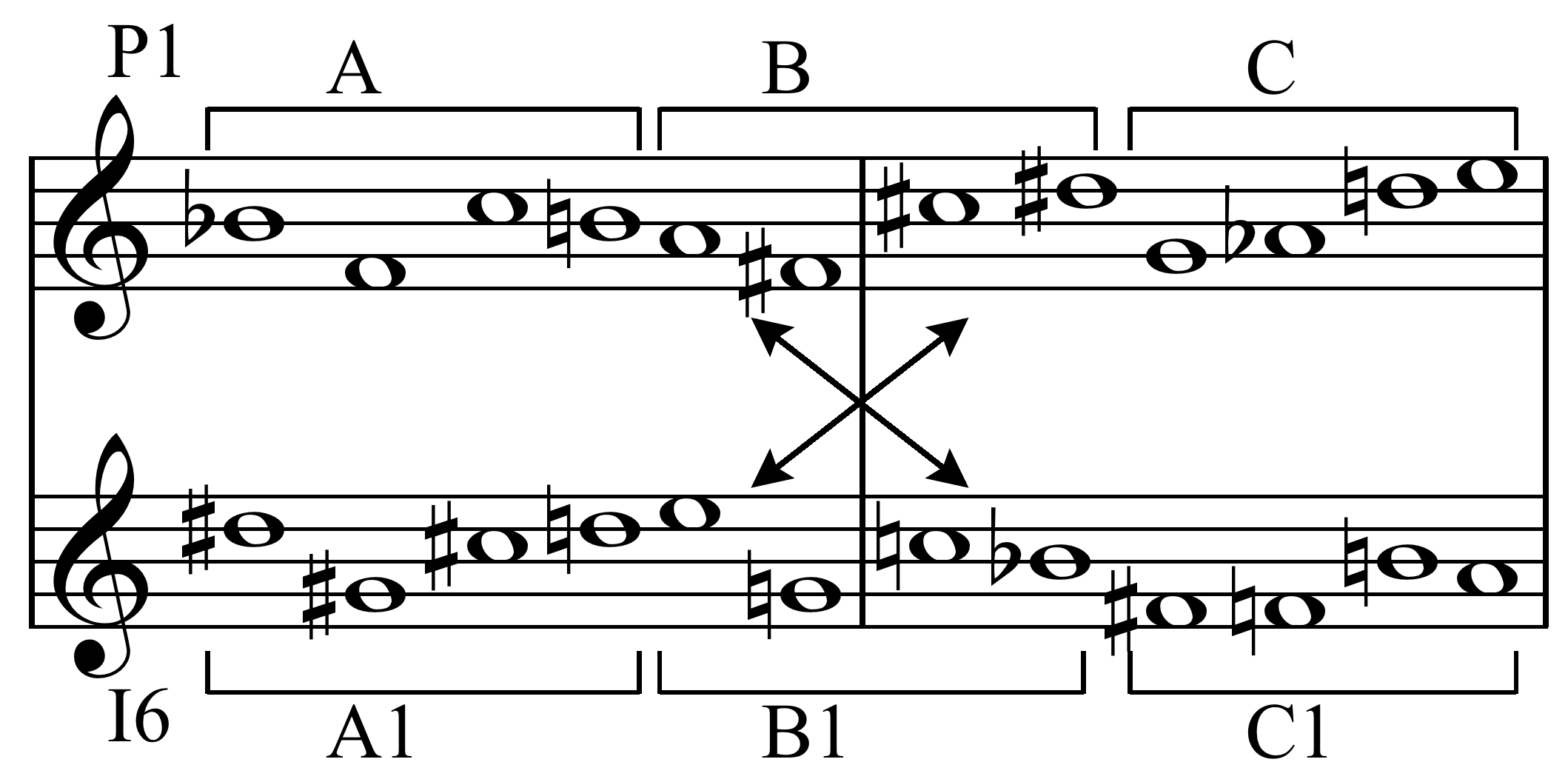
作品33aの音列

ピアノ曲（独: Klavierstücke）作品33は、アルノルト・シェーンベルクが1928年から1931年にかけて作曲した2曲のピアノ曲。シェーンベルクのピアノ独奏曲としては最後の作品となった。

## 概要
この作品は作曲者がオペラ『今日から明日まで』並びに『モーゼとアロン』の作曲を完了した後に手がけた小規模作品である。第1曲となる作品33aの作曲に着手したのは、ウニヴェルザール出版社の理事がピアノ名曲集へ収録するために『3つのピアノ曲』作品11から第1曲を出版する話を持ちかけた時であった。シェーンベルクは1928年12月25日に新曲を書くことを決意、翌1929年4月25日に完成させている。一方、作品33bは彼がバルセロナ滞在中だった1931年の10月8日から10月10日というわずか3日間で書き上げられた。両曲は別々に作曲されており、シェーンベルクがこの作品を完結した楽曲と考えていたか否かはいまだわかっていない。
両曲は出版と初演も異なる機会に行われた。作品33aは1929年7月にウニヴェルザールから出版され、1931年1月30日、ベルリンでエルゼ・C・クラウスのピアノにより初演された。作品33bは1932年4月にカリフォルニアの新音楽協会出版から出版、1934年1月11日にサンフランシスコの新音楽協会でダグラス・トンプソンが初演した。それ以降、この作品はショット社と作曲者の後妻であったゲルトルート・シェーンベルクが設立したベルモント音楽出版からも刊行されている。

## 楽曲構成
この作品の2曲には、発案から1936年に頂点を迎えるまでのシェーンベルクの十二音技法の成熟が示されている。両曲の演奏時間はそれぞれ5分程度であり、表題は掲げられていない。一部の録音では楽曲の速度指定を用いて下記のように表示されている。
- I. Mässig（ほどよく）
- II. Mässig langsam（ほどよく遅く）

両曲は十二音技法の原理に従っており、12音からなる音列が選択されて曲を形成している。作品33aの音列は 0 7 2 1 11 8 3 5 9 10 4 6 である。音列の反行形、逆行形も用いられて曲を構成している。作品33aは6つの和音から始まるが、これによって楽曲内で用いられる音列が提示されている。

## 編曲
内藤孝敏は1991年にこの作品をコンピューターとシンセサイザーのために編曲しており、国内では同年6月に東京のポリドールK.K.スタジオで行われた録音がドイツ・グラモフォンから発売された。